# Emajl Champleve
Emajl Champleve je tehnika umjetničkog emajliranja,u kojoj su ćelije odnosno polja u koja će se stavljati emajl udubljena u metalnu podlogu.Ćelije mogu biti iskucane,odlivene,cizelirane ili ugravirane u podlogu.Nakon što se polja ispune emajlom predmet se u posebnoj peći zagrije na temperaturu potrebnu za taljenje emajla.Nakon hlađenja se površina emajla još ispolira kamenom za poliranje.Naziv tehnike dolazi od francuskog izraza za izdignuto polje.

## Povijest
Tehnika se prvo susreće u umjetnosti Kelta u razdolju između 2. i 3.  stoljeća prije Krista.No puni uzmah doživjela je u doba romanike,prije svega u Francuskoj i Njemačkoj,Italiji,te Španjolskoj.